# Самватсара
Самватсара — санскритський термін для «рік». В основному використовують у місячно-сонячному календарі, де рік починається з місяця чайтра. В різних штатах Індії новорічне свято має різні назви.

## Система відліку
Після того як всі 60 років закінчено, цикл починається знову. У деяких випадках, один буде пропущений, бо рік Юпітера, період обертання навколо Сонця точно 11,86 років (повний цикл 60 охоплює п'ять Юпітера років).
В одній із веданг — джйотіш і ведичній астрономії (сіддханта) використовуються такі об'єкти ('Грахам'): 1) Сонце, 2) Місяць, п'ять планет — 3) Марс, 4) Меркурій, 5) Юпітер, 6) Венера, 7) Сатурн — і дві математичні точки: 8) Раху [висхідний місячний вузол] і 9)Кету [спадний місячний вузол]. З п'яти планет, Юпітер і Сатурн є найповільнішими, тобто їх періоди обертання найдовші, це — 12 і 30 років відповідно. Крім того, вважається, що ці дві планети ('Грахам') мають особливий, довготривалий вплив на всю Землю і на людину зокрема. «Найменше спільне кратне» для 12 і 30 дорівнюватиме 60. Тобто рух Юпітера і Сатурна утворює 60-річний цикл, на початку якого обидві планети з'єднуються (між ними 0 градусів), потім кутова відстань між ними зростає до максимуму (між ними 180 градусів), потім зменшується знову до з'єднання, яке відбувається через кожні 60 років.
Швидкість руху Сонця змінюється: вона буває низькою, високою або середньою. Час, за який Сонце здійснює повний оберт по своїй орбіті, обходячи райські та середні планети, а також простір між ними, вчені мудреці позначають п'ятьма назвами: самватсара, паріватсара, ідаватсара, ануватсара і ватсара.
Згідно з астрономічними обчисленнями, сонячний рік триває на шість днів більше, ніж календарний, а місячний — на шість днів менше. Таким чином, через рух Сонця і Місяця сонячний рік відрізняється від місячного на 12 днів. Тому кожні п'ять років — коли проходить самватсара, паріватсара, ідаватсара, ануватсара і ватсара — в календар додаються два місяці. Юпітер проходить одне сузір'я зодіаку за час, що дорівнює паріватсарі. Сатурн проходить одне сузір'я зодіаку за тридцять місяців, а все зодіакальне коло — за тридцять ануватсар.
Кожен рік в Самватсарі має власну назву. Так людина, народжена в Самватсарі 'Вайбхава', в 60-річному віці вступить до наступної Вайбхава — Самватсари.
60 років діляться на 3 групи по 20 кожен. Перші 20 з прабхава присвоюються Брахмі. Наступні 20 з Сарваджит до Парабхава — Вішну і останні 20 — Шиві. Початок року у Шака-самват і Вікрама-Самват — це свято Угаді (Ugadi), який відзначає початок року, тобто 1-й місячний день 1-го місячного місяця року (1/1). Перший місячний місяць — Чайтра (Чаітра). Іншими словами, перший день року — момент першого молодика у році (за календарем аманта, де місяць починається після амавасйі- безмісяччя, тобто останнього тітхі — місячного дня), який починається перед сонячним новим роком — Меша-санкранті, входом Сонця в сидеричний Овен 14 квітня (це новий рік за сонячним календарем). У календарі пурніманта чайтра починається на півмісяця раніше після пурніми (повня), на яку випадає Рангвалі Холі.
У 2014р. почався 2071-й рік Вікрама-Самват - Плаванга (№41), з якого почалось 20-ліття Шиви і 1936 р. Джая Шака-самват почався в момент сходу Сонця
- 2071=31/03/2014
- 2072=21/03/2015

Найсприятливішим у циклі є рік, в якому випадає екзальтація Юпітера і Сатурна (2014 та 2073).

## Назви років 60-літнього циклу
- 1. Прабхава — Prabhava (1987 Р. Х.)
- 2. Вібхава — Vibhava (1988)
- 3. Шукла — Shukla (1989)
- 4. Прамудіта — Pramodoota (1990)
- 5. Праджапатті — Prajotpatti (1991)
- 6. Ангираса — Angeerasa (1992)
- 7. Шрімукха — Sreemukha (1993)
- 8. Бхава — Bhava (1994)
- 9. Йува (Юва) — Yuva (1995)
- 10. Дхату — Dhata (1996)
- 11. Ішвара (Ісвара) — Eeswara (1997)
- 12. Бахудханйа (Бахудхан'я) — Bahudhanya (1998)
- 13. Прамаді — Pramadi (1999)
- 14. Вікрама — Vikrama (2000)
- 15. Вруша (Вишу) — Vrusha (Vishu) (2001)
- 16. Чітрабхану — Chitrabhanu (2002)
- 17. Свабхану — Svabhanu (2003)
- 18. Тарана — Tarana (2004)
- 19. Пардхіва — Pardhiva (2005)
- 20. Вйайа (В'яя) — Vyaya (2006)
- 21. Сарваджітті — Sarvajittu (2007)
- 22. Сарвадхарі — Sarvadhari (2008)
- 23. Віродхі — Virodhi (2009)
- 24. Вірукті — Vikruti (2010)
- 25. Кхара — Khara (2011)
- 26. Нандана — Nandana (2012)
- 27. Віджайя (Віджая) — Vijaya (2013)
- 28. Джай (Джая) — Jaya (2014)
- 29. Манмадха — Manmadha (2015)
- 30. Дурмукхі — Durmukhi (2016)
- 31. Хевіламбі (Хеевіламбі) — Hevilambi (2017)
- 32. Віламбі — Vilambi (2018)
- 33. Викари — Vikari (2019)
- 34. Шарварі — Sharvari (2020)
- 35. Плава — Plava (2021)
- 36. Шубхакруту — Shubhakrutu (2022)
- 37. Шобхакруту — Shobhakrutu (2023)
- 38. Кродхі — Krodhi (2024)
- 39. Вішвавасу (Вішваавасу) — Vishvaavasu (2025)
- 40. Парабхава — Parabhava (2026)
- 41. Плаванга (Плаваанга) — Plavanga (2027)
- 42. Кілака — Keelaka (2028)
- 43. Саумйа (Саум'я) — Soumya (2029)
- 44. Садхарана — Sadharana (2030)
- 45. Віродхікруту — Virodhikrutu (2031)
- 46. Парідхаві — Pareedhavi (2032)
- 47. Прамадіча — Pramadeecha (2033)
- 48. Ананда — Ananda (2034)
- 49. Ракшаса — Rakshasa (2035)
- 50. Налу — Nala (2036)
- 51. Пінгала — Pingala (2037)
- 52. Калайукті (Калаюкті) — KaLayukti (2038)
- 53. Сіддхартха — Siddhartha (2039)
- 54. Раудрі — Raudri (2040)
- 55. Дурматі — Durmati (2041)
- 56. Дундубхі — Dundubhi (2042)
- 57. Рудхіродгарі — Rudhirodgari (2043)
- 58. Рактакші — Raktakshi (2044)
- 59. Кродхана — Krodhana (2045)
- 60. Кшайа (Кшая) — Kshaya (2046)